# 堀尾勝明
堀尾 勝明（ほりお かつあき、寛文2年（1662年） - 元禄元年6月22日（1688年7月19日））は、山城国淀藩主石川憲之の三男。母は梅園実清の娘。通称は宮内、のち式部と称した。
勝明の曾祖父石川忠総は徳川家康の命により会津征伐の最中小山の陣で堀尾吉晴の娘を正室として迎えることになった。長男廉勝以下、忠総の男子7人は全て吉晴の娘より生まれた。また、祖父石川廉勝の正室は吉晴の孫である堀尾忠晴の娘であり、勝明の祖母にあたる。石川家と二代に渡り縁戚関係であった堀尾家は出雲松江藩24万石の大名であったが、寛永10年（1633年）に2代藩主忠晴が33歳で死去した際に末期養子を認められず、無嗣改易となっていた。
勝明の祖母の母は、奥平家昌の娘で家康の曾孫に当たるビン姫であった。石川家口伝に拠れば、ビン姫は強く堀尾家再興を願っていたとされ、将軍綱吉も豊臣家三中老の職にあったとは言え、家康に忠義を示した堀尾家断絶を惜しみ、憲之に対し堀尾家再興を促したと伝えられる。憲之は綱吉の学問の師でもあり、親密な関係にあった。勝明は延宝6年3月（1678年5月）元服すると共に式部と名乗り、貞享2年11月15日（1685年12月10日）堀尾姓に改めた。貞享3年3月1日（1686年3月24日）将軍綱吉に拝謁し、幕籍を持った。しかし、勝明が元禄元年（享年28）死去したことから堀尾家再興までには至らなかった。その後綱吉は前田玄長をもって堀尾家祭祀継承を命じたとも伝えられる。